# Canísio Klaus
Canísio Klaus (ur. 9 października 1951 w Arroio do Meio) – brazylijski duchowny rzymskokatolicki, od 2016 biskup Sinop.

## Życiorys
Święcenia kapłańskie przyjął 28 grudnia 1979 i został inkardynowany do diecezji Santa Cruz do Sul. Pracował głównie w parafiach diecezji oraz w diecezjalnym seminarium. Był także misjonarzem na terenie diecezji Sinop.
22 kwietnia 1998 papież Jan Paweł II mianował go biskupem diecezji Diamantino. Sakry biskupiej udzielił mu 21 czerwca 1998 bp Aloísio Sinésio Bohn, ówczesny ordynariusz Santa Cruz do Sul. 26 sierpnia 1998 objął rządy w diecezji.
19 maja 2010 został mianowany następcą bp. Bohna na stolicy w Santa Cruz do Sul, zaś 20 stycznia 2016 został przeniesiony do diecezji Sinop.